# Анна Карас
Анна Карас (угор. Anna Kárász, 20 вересня 1991) — угорська веслувальниця, олімпійська чемпіонка 2020 року, багаторазова чемпіонка світу та Європи.

## Виступи на Олімпіадах
| Олімпіада  | Дисципліна                    | Місце |
| ---------- | ----------------------------- | ----- |
| Токіо 2020 | байдарка-одиночка, 200 метрів | 16    |
| Токіо 2020 | байдарка-четвірка, 500 метрів | 1     |